# بوبكات غولدثويت
بوبكات غولدثويت (بالإنجليزية: Bobcat Goldthwait)‏ مواليد 26 مايو 1962 في سيراكيوز، الولايات المتحدة، هو ممثل وكاتب سيناريو أمريكي.

## الأعمال

### أفلام
- إنسينو مان
- أرليس
- هرقل ديزني
- هرقل
- بظ يطير وقيادة الكوكب
- مغامرات جاكي شان
- هانسيل وغريتيل
- ليروي وستيتش
- سكيلاندرز: جاينتز

### مسلسلات
| السنة | العمل                             | الدور |
| ----- | --------------------------------- | ----- |
| 1992  | متزوج ولدي أطفال                  |       |
| 1995  | إي آر                             |       |
| 1995  | بيفيز وبوت-هيد                    |       |
| 1997  | ماد تي في                         |       |
| 1997  | الساحرة المراهقة سابرينا          |       |
| 1998  | معجب عجيب                         |       |
| 2001  | دار الفار                         |       |
| 2003  | عرض السبعينات ذاك                 |       |
| 2003  | سي اس آي: التحقيق في موقع الجريمة |       |
| 2004  | جيمي كيميل لايف!                  |       |
| 2009  | مزرعة المشاغبين                   |       |
| 2009  | فقط للضحك: خدع                    |       |
| 2012  | وقت المغامرة                      |       |
| 2013  | العرض العادي                      |       |
| 2013  | برغر بوب                          |       |
| 2014  | مورغان ميرفي                      |       |
| 2015  | كوميونتي                          |       |
| 2017  | باتن أوزوالت                      |       |

## روابط خارجية
- بوبكات غولدثويت على موقع IMDb (الإنجليزية)
- بوبكات غولدثويت على موقع روتن توميتوز (الإنجليزية)
- بوبكات غولدثويت على موقع قاعدة بيانات الأفلام العربية
- بوبكات غولدثويت على موقع ألو سيني (الفرنسية)
- بوبكات غولدثويت على موقع ميوزك برينز (الإنجليزية)
- بوبكات غولدثويت على موقع أول موفي (الإنجليزية)
- بوبكات غولدثويت على موقع بوكس أوفيس موجو (الإنجليزية)
- بوبكات غولدثويت على موقع قاعدة بيانات الأفلام السويدية (السويدية)
- بوبكات غولدثويت على موقع إن إن دي بي (الإنجليزية)
- بوبكات غولدثويت على موقع ديسكوغز (الإنجليزية)